# Tortolena dela
Espèce
Tortolena dela est une espèce d'araignées aranéomorphes de la famille des Agelenidae.

## Distribution
Cette espèce est endémique du Texas aux États-Unis,. Elle se rencontre vers Edinburg.

## Description
La femelle holotype mesure 7,30 mm.

## Publication originale
- Chamberlin & Ivie, 1941 : North American Agelenidae of the genera Agelenopsis, Calilena, Ritalena and Tortolena. Annals of the Entomological Society of America, vol. 34, p. 585-628.